# حوزه انتخابیه چهارم ایندیانا
حوزه انتخابیه چهارم ایندیانا یک حوزه انتخابیه مجلس نمایندگان آمریکا است که در ایالت ایندیانا قرار دارد.